# Col de la Traversette
Der Col de la Traversette (italienisch Colle delle Traversette) ist ein hochalpiner Pass in den Cottischen Alpen auf dem Weg von Crissolo nach Abriès, zwischen  der Val Pellice und der Valle Po. Er liegt 2947 m über dem Meer, an der Grenze zwischen Frankreich und Italien, und trennt den südlich gelegenen Monviso (3841 m) vom Monte Granero (3171 m).
Der Pass ist der höchste Punkt des Giro del Monviso und liegt am Blauen Weg der Via Alpina. Er ist vom italienischen Pian del Re (2020 m) in etwa drei Stunden, vom französischen Refuge du Viso (2460 m) in rund zwei Stunden erreichbar.
Der 70 Meter lange Tunnel de la Traversette (italienisch: Buco di Viso) wurde 1478 bis 1480 angelegt und unterschneidet den Grat.

## Der Pass als möglicher Ort der Alpenüberquerung Hannibals
siehe auch: Hannibals Alpenüberquerung
Ein wissenschaftliches Forschungsteam unter Beteiligung des Archäologen William Mahaney berichtete 2016, dass es am Col de la Traversette Sedimente gefunden habe, die durch „die ständige Bewegung von Tausenden von Tieren und Menschen“ entstanden waren und auf die Zeit von Hannibals Invasion datiert werden konnten. Dieser Bericht stützt die These von Gavin de Beer, dass Hannibal mit seinem Heer den Col de la Traversette zur Alpenüberquerung benutzt hatte.
Doch insgesamt erschienen die archäologischen Funde noch nicht zwingend genug, um ein sicheres Urteil fällen zu können. Die Indizien sprachen weiterhin eher für den Col de Clapier.
2017 führte ein interdisziplinäres Forschungsteam, an dem neben Mahaney der Geomorphologe Randy Dirszowsky, der Geologe Peter Somelar und der Mikrobiologe Christopher Allen beteiligt waren, vor Ort Grabungen durch. Mahaney unterstützt die These, dass das karthagische Heer hier vorbeigekommen sei. Mahaney erklärte, sein Team habe auf der französischen Seite Bakterien im Erdboden finden können, die nachweislich von Säugetieren stammten – von Pferden und in zwei Fällen von Elefanten. Ob seine Untersuchungsergebnisse von der Fachwelt als einschlägige Beweise anerkannt werden, bleibt abzuwarten.